# Madona Benois
Madona Benois este un tablou pictat în 1478 de Leonardo da Vinci, aflat la Muzeul Ermitaj, Sankt Petersburg.

## Istoric
Reprezentarea imaginii Madonei cu Pruncul a fost ilustrată de Leonardo în mai multe desene și picturi, în special în anii '80 ai secolului al XV-lea, pe când se afla la Florența, orașul unde își făcuse ucenicia, dând primele semne ale talentului său. Dintr-o notă semnată chiar de el reiese ca, în 1470, artistul începuse chiar două „Madone”, una dintre ele putând fii Madona Benois, numită astfel după ultimul dintre proprieari, care, deși copleșit de niște oferte fabuloase făcute de colecționari străini, a ales să cedeze lucrarea Muzeului Ermitaj, pentru a evita ca aceasta să părăsească Rusia. Nu sunt clare circumstanțele în care a ajuns pictura în această țară, dar se zvonește că făcuse parte din decorațiunile de scenă ale unei companii de circ.
Tratarea delicată a luminilor și umbrelor, care învăluie conturile și care dă figurilor o senzație de vitalitate fără seamăn, este tipică pentru maestru, aici ajungînd să pună la punct o schemă pe care o va folosi de mai multe ori în lucrările ulterioare. Prin împletirea mâinilor și privirilor între Maria, care are chipul unei copile, și Iisus se stabilește o legătură de o jucăușă complicitate ludică. Floarea cu care Madona îi atrage atenția Pruncului, prin cele patru petale ale sale, sugerează viitoarea Răstignire.